# XXXVIII Corpo Panzer (Alemanha)
O XXXVIII Corpo Panzer foi um Corpo de Exército da Alemanha que atuou na Segunda Guerra Mundial. Formado em Janeiro de 1945 a partir do XXXVIII Corpo de Exército.

## Comandantes
- General der Artillerie Horst von Mellenthin (8 Janeiro 1945 - 15 Março 1945)[3]

## Área de Operações
- Frente Oriental, Setor Norte (Janeiro 1945 - Março 1945)[3]
- Kurland (Março 1945 - Maio 1945)

## Ordem de Batalha
- Arko 30[3]
- Korps-Nachrichten Abteilung 438
- Korps-Nachschub Truppen 438